# Sainte-Euphémie-sur-Ouvèze
Sainte-Euphémie-sur-Ouvèze är en kommun i departementet Drôme i regionen Auvergne-Rhône-Alpes i sydöstra Frankrike. Kommunen ligger i kantonen Buis-les-Baronnies som tillhör arrondissementet Nyons. År 2022 hade Sainte-Euphémie-sur-Ouvèze 72 invånare.

## Befolkningsutveckling
Antalet invånare i kommunen Sainte-Euphémie-sur-Ouvèze
Referens:INSEE